# ヴィクトル・ユゴー 笑う男
『ヴィクトル・ユゴー 笑う男』（ヴィクトル・ユゴーわらうおとこ、L'Homme qui rit）は2012年のフランスのドラマ映画。
ヴィクトル・ユーゴーの小説『笑う男』を原作としている。
日本では劇場未公開だが、2014年9月14日にWOWOWシネマで放送された。

## キャスト
- ウルシュス - ジェラール・ドパルデュー
- グウィンプレン - マルク＝アンドレ・グロンダン（フランス語版）
- デア - クリスタ・テレ
- 女公爵 - エマニュエル・セニエ